# Jaime Pedreny
Jaime Pedreny Gasso (Sarral, España, 1888 – Antofagasta, Chile, 1941) fue un arquitecto y constructor español.

## Primeros años
Jaime nació en el núcleo de una familia de empresarios textiles, siendo hijo de Bernardo Pedreny y Magdalena Gasso. Realizó sus estudios de arquitecto, escultor y dibujante en la Universidad de Barcelona.
A los 20 años se trasladó a Chile, desembarcando en Valparaíso. Residió durante un año en Santiago, para luego trasladarse a Antofagasta en 1908. Contrajo matrimonio con Raquel Palma y se estableció en tierras antofagastinas. El joven matrimonio conformó una familia de cinco hijos.

## Carrera
En Antofagasta, Pedreny creó una empresa constructora, la cual ejecutó obras como las casas Abaroa, Camus y Giménez, el Banco Anglo Sudamericano (actual Banco del Estado) la Municipalidad (actual Casa de la Cultura Andrés Sabella) y el antiguo Teatro Nacional.
Con la finalidad de conmemorar el centenario de Chile, la colonia española por medio de Enrique Granada y Zacarías Gómez encomendó a Pedreny la instalación de la Estatua a España y América en la plaza Colón, un conjunto escultórico formado por dos figuras femeninas, alegorías de España y América, un cóndor que sostiene un escudo de Chile y un león que sostiene un escudo de España.